# Hakea megalosperma
Hakea megalosperma (лат.) — кустарник, вид рода Хакея (Hakea) семейства Протейные (Proteaceae), эндемик небольшого района на побережье округа Уитбелт в Западной Австралии.. Цветёт с мая по июнь.

## Ботаническое описание
Hakea megalosperma — лигнотуберозный кустарник, достигающий в высоту 1-2 м. Веточки голые. Листья чередующиеся, длиной 35-110 мм, шириной 8-28 мм, голые; пластинка плоская, самая широкая посередине, цельная. Соцветия расположены в пазухах листьев, белые; цветоножки 5-6,5 мм длиной. Околоцветник длиной 5-7 мм, голый; завязь гладная; пестик длиной 8-10 мм, презентатор косой, столбик гладкий. Плоды длиной 70-85 мм и шириной 30-40 мм без пробковых выступов на поверхности; семена длиной 40-60 мм, шириной 26-30 мм, крыло сплошное. Цветёт бело-кремово-розовыми цветами с мая по июнь.

## Таксономия
Вид Hakea megalosperma был впервые официально описан швейцарским ботаником Карлом Фридрихом Мейсснером в 1855 году в Hooker’s Journal of Botany & Kew Garden Miscellany.

## Распространение и местообитание
H. megalosperma встречается в Юго-западной провинции округа Уитбелт Западной Австралии. Растёт на сером песке, суглинке, на латеритовых холмах и скалах.

## Охранный статус
H. megalosperma имеет статус «угрожаемый» от Департамента окружающей среды и энергии правительства Австралии.